# Scream (album Michaela Jacksona)
Scream – składanka Michaela Jacksona, wydana 29 września 2017 roku.

## Lista utworów
| Nr  | Tytuł                                                            | Kompozytor | Album                                                | Długość |
| --- | ---------------------------------------------------------------- | --- | ---------------------------------------------------- | ------- |
| 1.  | „This Place Hotel”                                               | Michael Jackson                                                                                                   | Triumph (1980)                                       | 5:43    |
| 2.  | „Thriller”                                                       | Rod Temperton | Thriller (1982)                                      | 5:58    |
| 3.  | „Blood On The Dance Floor”                                       | Michael Jackson, Teddy Riley                                                                                      | Blood on the Dance Floor (HIStory in the Mix) (1997) | 4:13    |
| 4.  | „Somebody's Watching Me”                                         | Kennedy Gordy | Somebody's Watching Me (1984)                        | 3:57    |
| 5.  | „Dirty Diana”                                                    | Michael Jackson                                                                                                   | Bad (1987)                                           | 4:40    |
| 6.  | „Torture”                                                        | Jackie Jackson, Kathleen Wakefield                                                                                | Victory (1984)                                       | 4:53    |
| 7.  | „Leave Me Alone”                                                 | Michael Jackson                                                                                                   | Bad (1987)                                           | 4:39    |
| 8.  | „Scream”                                                         | Michael Jackson, Janet Jackson, James Harris III, Terry Lewis                                                     | HIStory: Past, Present and Future Book I (1995)      | 4:37    |
| 9.  | „Dangerous”                                                      | Michael Jackson, Bill Bottrell, Teddy Riley                                                                       | Dangerous (1991)                                     | 6:58    |
| 10. | „Unbreakable”                                                    | Michael Jackson, Rodney Jerkins, Fred Jerkins III, LaShawn Daniels, Nora Payne, Robert Smith, Christopher Wallace | Invincible (2001)                                    | 6:25    |
| 11. | „Xscape”                                                         | Michael Jackson, Rodney Jerkins, Fred Jerkins III, LaShawn Daniels                                                | Xscape (2014)                                        | 4:05    |
| 12. | „Threatened”                                                     | Michael Jackson, Rodney Jerkins, Fred Jerkins III, LaShawn Daniels                                                | Invincible (2001)                                    | 4:19    |
| 13. | „Ghosts”                                                         | Michael Jackson, Teddy Riley                                                                                      | Blood on the Dance Floor (HIStory in the Mix) (1997) | 5:13    |
| 14. | „Blood on the Dance Floor x Dangerous (The White Panda Mash-Up)” | Michael Jackson, Bill Bottrell, Teddy Riley, James Harris III, Terry Lewis, Konstantinos "KD1" Digkas             | Scream (2017)                                        | 3:38    |